# Благовещенская церковь Александро-Невской лавры
Це́рковь Благове́щения Пресвято́й Богоро́дицы — первый каменный храм в Санкт-Петербурге. Построена в 1717—1725 годах на территории Александро-Невской лавры. Верхний храм освящён в честь благоверного князя Александра Невского, нижний — в честь Благовещения Пресвятой Богородицы. Здесь погребены члены императорской фамилии, государственные деятели, полководец Александр Суворов.
Храм находится в северо-восточном углу монастырского каре, рядом с мостом через реку Монастырку.

## История
Вначале проектом занимался Доменико Трезини, затем руководить постройкой поручили Кристофу Конраду, которого на последнем этапе строительства сменил Теодор Швертфегер. 21 июля 1717 года «заложили фундамент от речки под церковь и под трапезу». Предполагалось, что в нижнем этаже будет находиться монастырская трапезная, но планы изменились. Здание было выведено под кровлю к 1719 году, но отделочные работы продолжались ещё три года.
Освящение верхней церкви во имя святого благоверного князя Александра Невского произошло 30 августа 1724 года. Петр I лично внёс в новый храм его мощи. Рака Александра Невского с его мощами находилась там до 1790 года, позже была перенесена в Свято-Троицкий собор Александро-Невской лавры.
Вокруг этой церкви формировался весь последующий ансамбль Лавры. Иконы и картины на библейские сюжеты для него создавали такие художники, как Иван Адольский, Иван Никитин и Дмитрий Соловьёв. Стены храма были украшены лепниной и алебастровым орнаментом снаружи и окрашены под синий мрамор внутри.
В 1720 году из подвала церкви начали выносить землю, чтобы устроить усыпальницу на 21 место (по другим сведениям, на 25 мест) для погребения членов царской семьи и именитых вельмож. Нижняя церковь-усыпальцница в честь Благовещения Пресвятой Богородицы была освящена 25 марта 1725 года. Первой здесь была похоронена 24 октября 1723 года царица Прасковья Фёдоровна. Кроме того, в усыпальницу были перенесены останки сестры Петра I, царевны Натальи Алексеевны и его сына, царевича Петра Петровича, первоначально захороненных в Лазаревской церкви.
В 1746 году в усыпальнице была похоронена внучка Иоанна V, Анна Леопольдовна. В 1762 году в центральной части усыпальницы без должной торжественности был погребён император Пётр III. Прах Петра III был вскрыт и торжественно перезахоронен в Петропавловской крепости его сыном Павлом I после его вступления на трон. Здесь же похоронены великие княжны: Анна Петровна, дочь Екатерины II, Елизавета Александровна, дочь императора Александра I, Наталья Алексеевна, первая супруга великого князя Павла Петровича, дочь царя Алексея Михайловича с таким же именем и другие. Алексей Разумовский, предполагаемый морганатический супруг Елизаветы Петровны, также покоится здесь.
В 1764—1765 годах к западному фасаду пристроен двухэтажный лестничный павильон в формах барокко (архитектор Михаил Расторгуев или Иван де Росси). В 1783 году к юго-восточной части усыпальницы была пристроена т. н. «палатка» — сводчатое помещение, предназначенное для погребений. Ещё до её сооружения на этом месте были положены каменные плиты, оказавшиеся внутри палатки. По-видимому, палатка была устроена в связи с сооружением здесь нескольких архитектурных памятников — основателю Московского университета И. И. Шувалову, основателю Смольного института И. И. Бецкому, князю А. А. Вяземскому и сенатору А. А. Нарышкину. С восточной стороны к Благовещенской церкви пристроена небольшая приземистая ризница, где находятся семейные памятники Юсуповых.
Значительным событием стали похороны в лавре генералиссимуса Александра Суворова 12 мая 1800 года.

### При советской власти

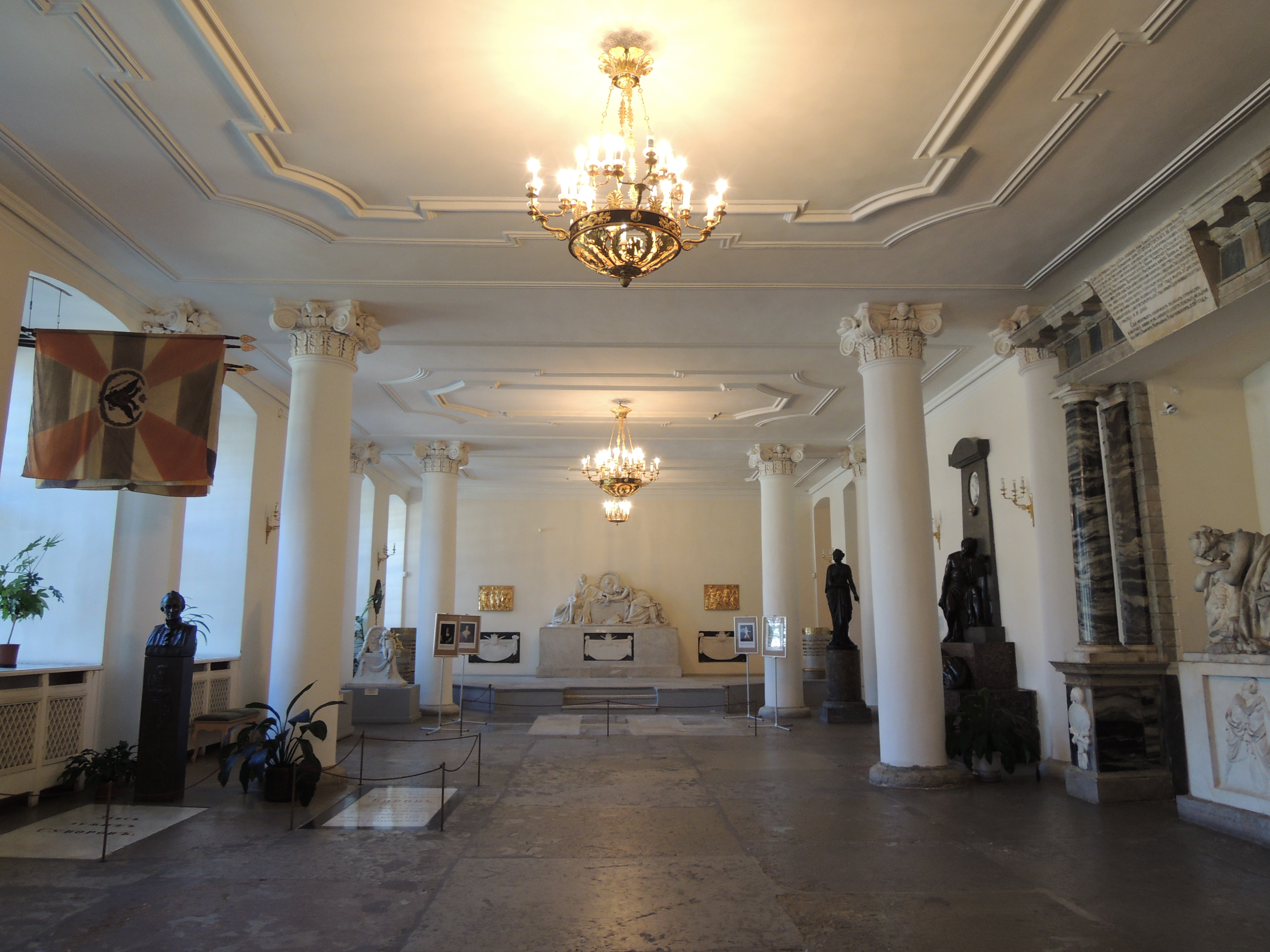
Основное пространство Благовещенской церкви

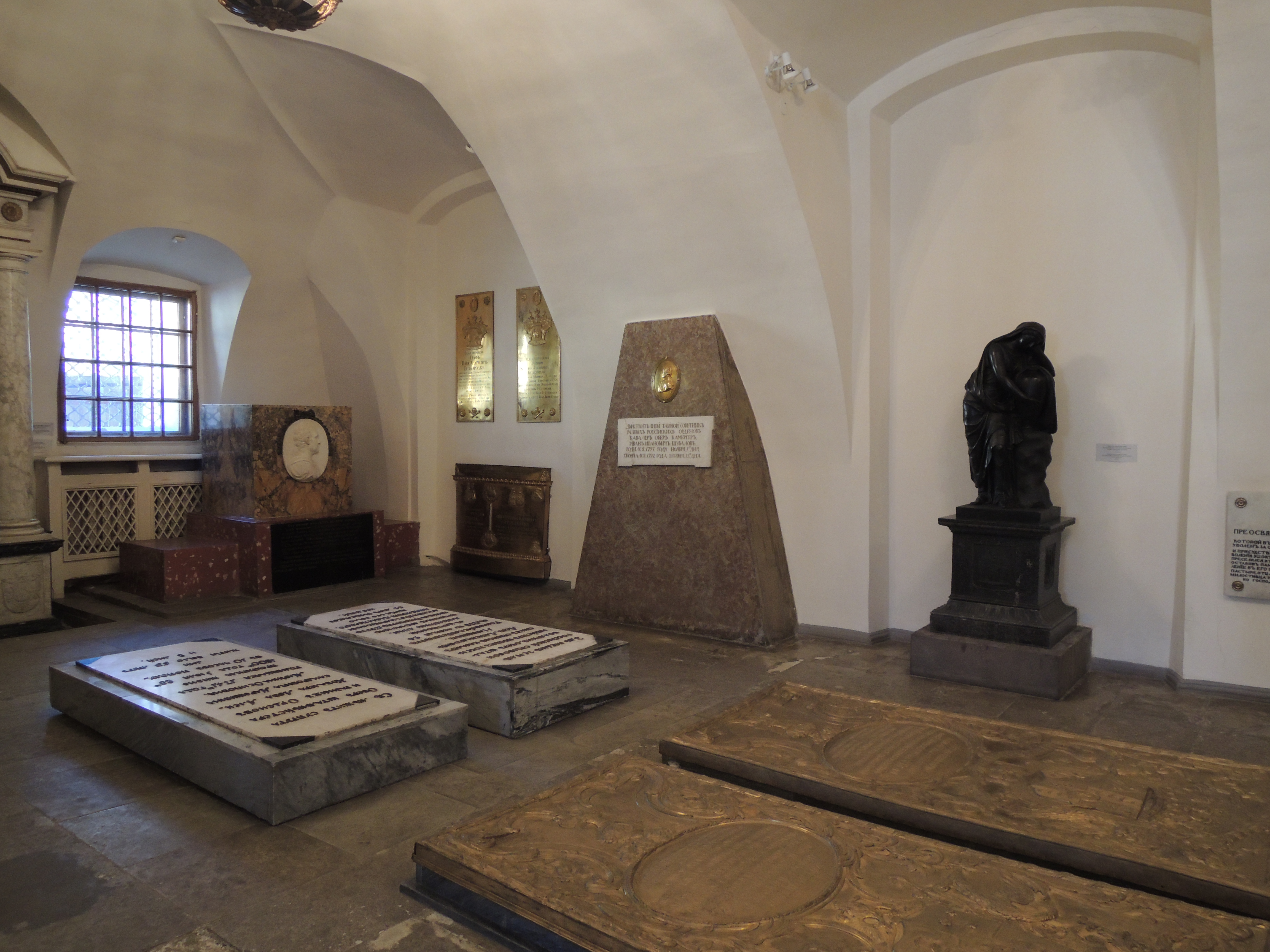
Пространство т. н. «Палатки» Благовещенской церкви

В 1932 году Благовещенскую усыпальницу было решено передать Музею-некрополю надгробной скульптуры, но работы по его созданию затянулись почти на двадцать лет. 
В феврале 1933 года президиум Леноблисполкома постановил: «учитывая возможность весьма эффективного использования здания под музей без всякого на то переоборудования… Благовещенскую церковь ликвидировать, здание передать Политпросветцентру для оборудования хранилища надгробной скульптуры». В ноябре 1932 года Благовещенскую церковь осматривала комиссия по организации музея-некрополя. Как указывалось в протоколе, Благовещенская усыпальница «уже представляет собой готовый музей монументальной надгробной скульптуры, собрание которой, по мнению комиссии, следует лишь дополнить двумя памятниками работы И. П. Мартоса: И. Л. Лазарева из армянской Смоленской церкви и Е. Чичаговой со Смоленского лютеранского кл.» Ремонтные работы начались в 1933 году, но вскоре были прекращены из-за отсутствия средств. Хранитель музея-некрополя Н. В. Успенский успел открыть нишу, в которой был замурован памятник А. М. Голицыну. В Благовещенской церкви был устроен склад переносимой в музей мемориальной скульптуры.
Помещения усыпальницы передавались в пользование предприятиям и клубам. Верхнюю церковь заняло отделение геодезических съемок института Гипрогор. Реставрация усыпальницы началась во время войны, когда на территории лавры размещался военный госпиталь. После окончания войны учреждения, занимавшие здание усыпальницы, постепенно перевели в другие места, а помещения усыпальницы отремонтировали. Художники Н. М. Суетина и А. В. Васильева в ноябре 1942 года привели в порядок могилу Суворова, оформив её живописными панно и флагами.
В 1950 году Музей надгробной скульптуры был открыт для посетителей. В 1954 году здание вновь закрыли на ремонт в связи с заменой междуэтажных перекрытий. Тогда же в зал Благовещенской усыпальницы были перенесены некоторые скульптурные памятники из Фёдоровской и Исидоровской церквей, а также Лазаревской усыпальницы: надгробия Е. С. Куракиной, Е. А. Куракиной, А. С. Попова, B. C. Попова, скульптура плакальщицы работы А. Трискорни с надгробия М. С. Таировой.
В 1989—1999 гг. осуществлена комплексная реставрация Благовещенской усыпальницы, восстановлено первоначальное объемно-пластическое решение храма.

### Современность
В апреле 2013 года администрация Санкт-Петербурга объявила о возвращении Благовещенской церкви в пользование РПЦ. Высказывались предложения перенести все надгробия из усыпальницы на Уткину дачу, которая была передана в распоряжение Музея городской скульптуры для экспонирования современной скульптуры. Председатель городского комитета по культуре упоминал вариант временного размещения надгробной скульптуры, перенесённой в церковь в 1930-е годы, на площадях ГМЗ «Гатчина». Надгробия, которые изначально находились в Благовещенской церкви, предполагается оставить на месте, однако «необходимо найти юридический механизм, как они, оставаясь частью музейного фонда, будут находиться в здании, которое принадлежит церкви». Епархия выступила по этому поводу с заявлением:
Странно и даже дико звучат тиражируемые в СМИ предположения, что необходимо, к примеру, демонтировать и куда-то перевозить надгробные плиты и памятники, захороненных в Благовещенской церкви знаменитых людей России. Их присутствие в храме не мешало совершению богослужений до революции, не станет препятствием и впредь… В действующей церкви надгробные памятники не перестанут быть доступны. Более того, в режиме действующего храма за право приобщиться к культурным ценностям не будет взиматься плата. (В отличие от того, как сегодня музеем городской скульптуры взимается входная плата для посещения только Благовещенской церкви в 100 рублей, а некрополей Александро-Невской лавры – в 300 руб.)
16 марта 2021 года верхний храм Благовещенской церкви Александро-Невской лавры, посвящённый святому Александру Невскому, возвращён монастырю, помещения храма переданы Санкт-Петербургской епархии в безвозмездное пользование. Для экспозиции Музея городской скульптуры найдено другое помещение.
8 сентября 2023 года состоялась передача большой серебряной раки и внутреннего деревянного ковчегов мемориального комплекса гробницы Александра Невского из Государственного Эрмитажа в Александро-Невскую лавру. В этот же день патриарх Московский и всея Руси Кирилл вложил ковчег с мощами Александра Невского в большую серебряную раку. Гробница была размещена в храме Александра Невского на втором этаже Благовещенской церкви.

## Описание

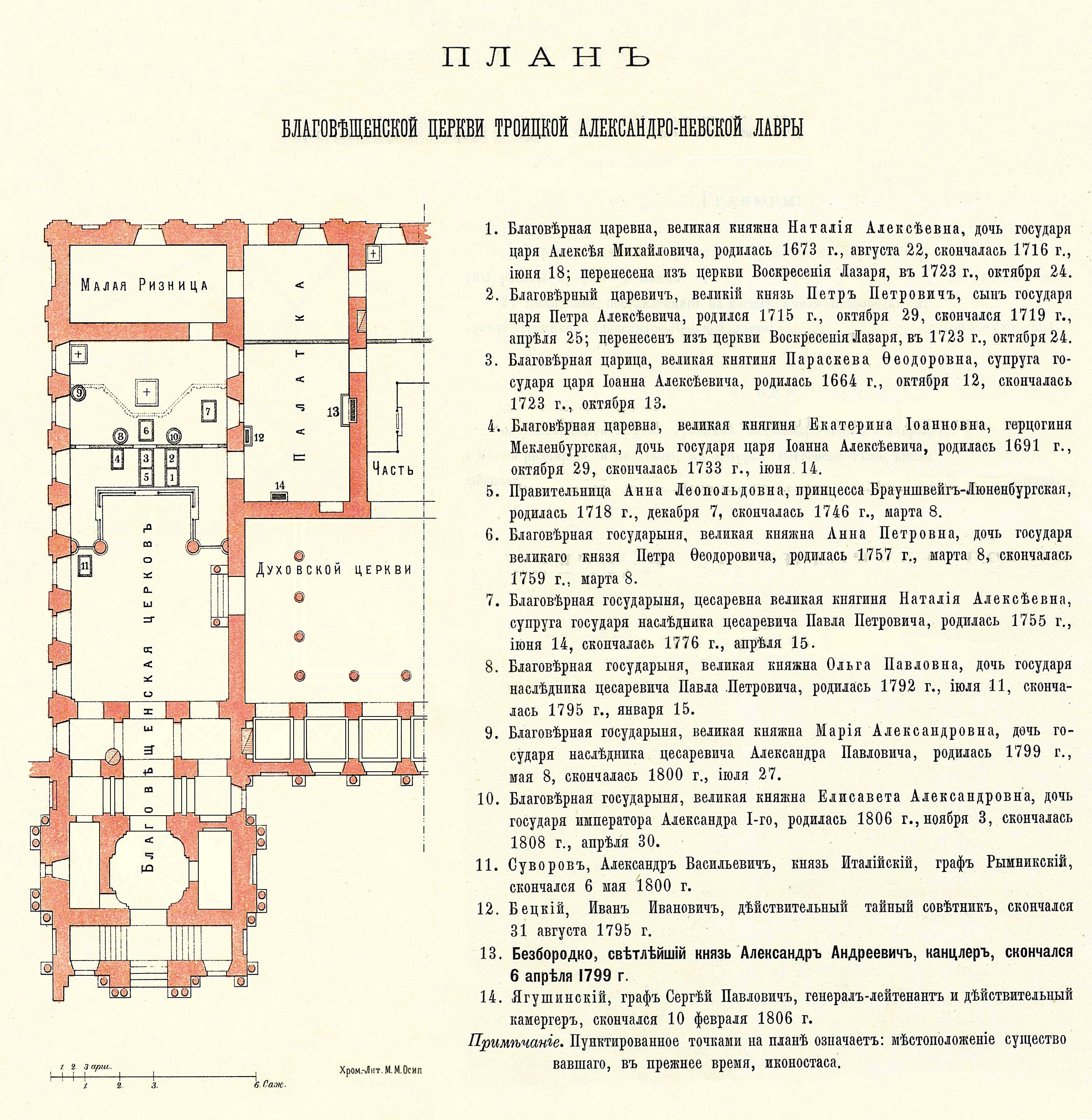
План Благовещенской церкви. 1881 г.

Церковь Благовещения Пресвятой Богородицы — двухэтажное прямоугольное в плане здание с деревянной 8-гранной башней под высоким гранёным куполом со световым фонариком. Высокая кровля с переломом и декоративная обработка фасадов рустовкой нижнего этажа, пилястрами и лепниной в лучковых фронтонах и наличниках — черты, характерные для петровского зодчества.

### Благовещенская усыпальница
Нижний уровень храма является усыпальницей. Надгробия усыпальницы созданы крупнейшими скульпторами конца XVIII — начала XIX века — И. П. Мартосом, Ф. Г. Гордеевым.
Полностью Благовещенская усыпальница не перестраивалась, однако её внутренние помещения сильно изменились за счет различных архитектурных украшений… Когда в усыпальнице не оставалось свободного места для надгробий, к ней пристраивали дополнительные помещения. Однако, и этого не хватало, поэтому некоторые могилы были устроены снаружи, под стенами усыпальницы, а также в церкви в честь Сошествия Святого Духа, которая построена по проектам архитектора В. П. Петрова.
Первоначальное лепное и живописное убранство Благовещенской усыпальницы не сохранилось до наших дней. Росписи обновлялись в 1839—1841 и 1873 годах, но в 1930-х годах были практически полностью уничтожены. Деревянные полы в Благовещенской церкви были заменены каменными плитами в 1791 году. До этого времени роль надгробных знаков выполняли эпитафии, помещавшиеся на стенах. Две такие плиты, отлитые из бронзы — А. П. Апраксина (ум. 1725) и графа П. И. Ягужинского (ум. 1736), сохранились в усыпальнице.
В усыпальнице имеются «парадные» скульптурные надгробия князей Александра Безбородко (скульптор Ж. Д. Рашетт, архитектор Н. А. Львов, 1803 год) и Александра Голицына (скульптор Ф. Г. Гордеев, 1788 год), графа Никиты Панина (скульптор И. П. Мартос, архитектор Д. Кваренги, 1780-е годы), княгини Елены Куракиной (скульптор И. П. Мартос, 1792 год), графа Артемия Лазарева (скульптор И. П. Мартос, 1802 год), Елизаветы Чичаговой (скульптор И. П. Мартос, 1812), княгини Елизаветы Гагариной (скульптор И. П. Мартос, 1803) и другие.

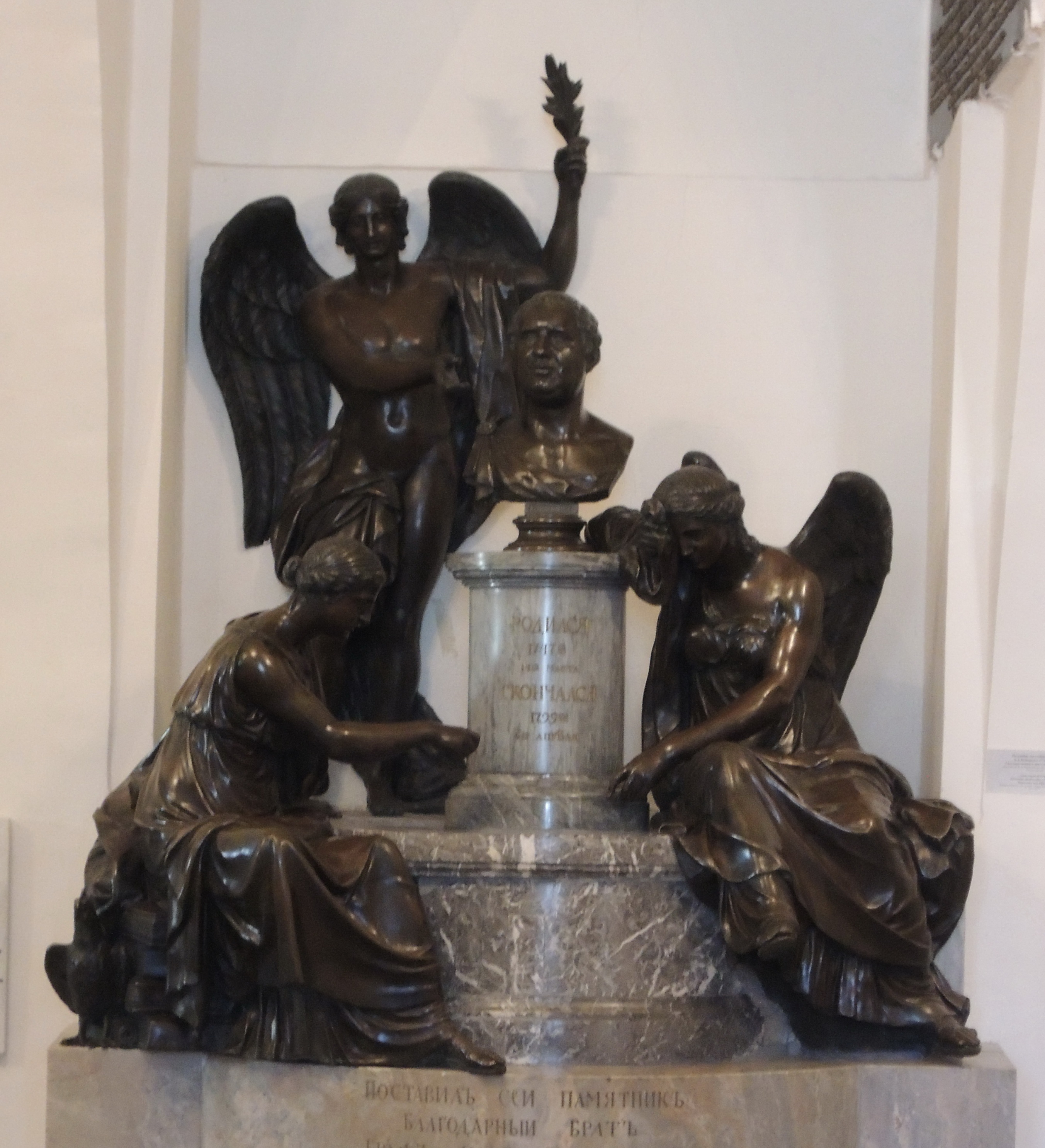
Надгробие князя Александра Безбородко
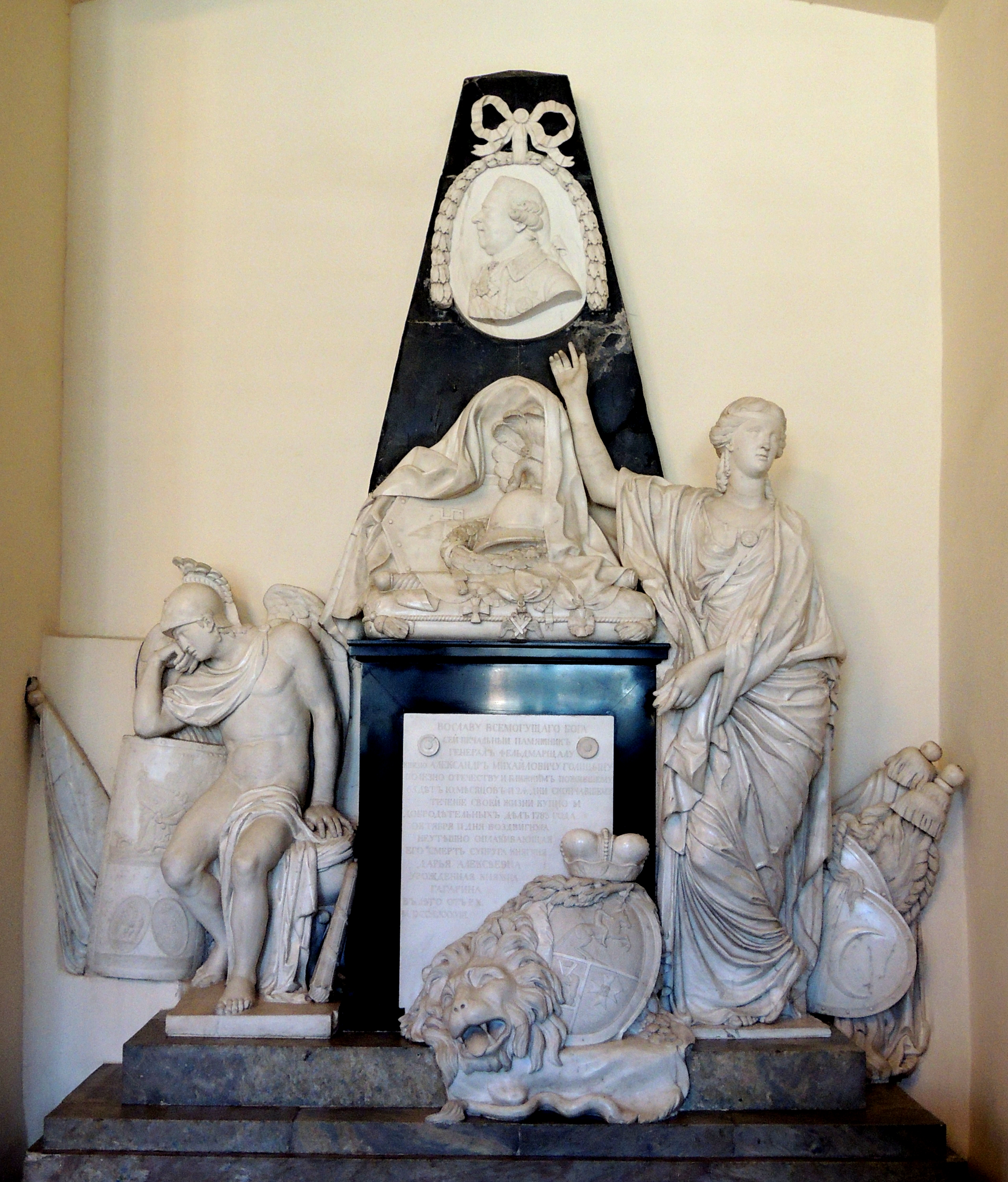
Надгродие князя Александра Голицына
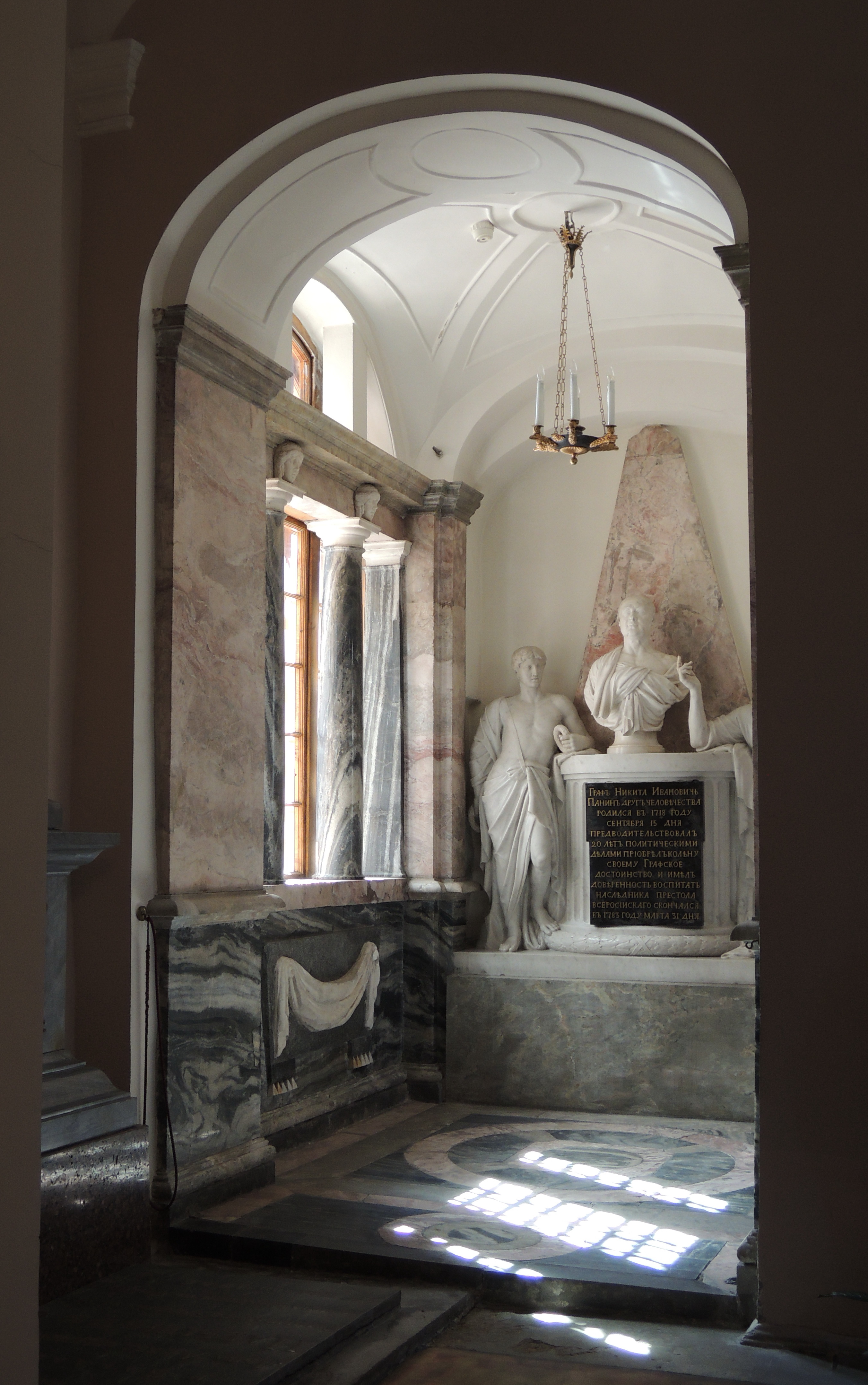
Надгробие графа Никиты Панина
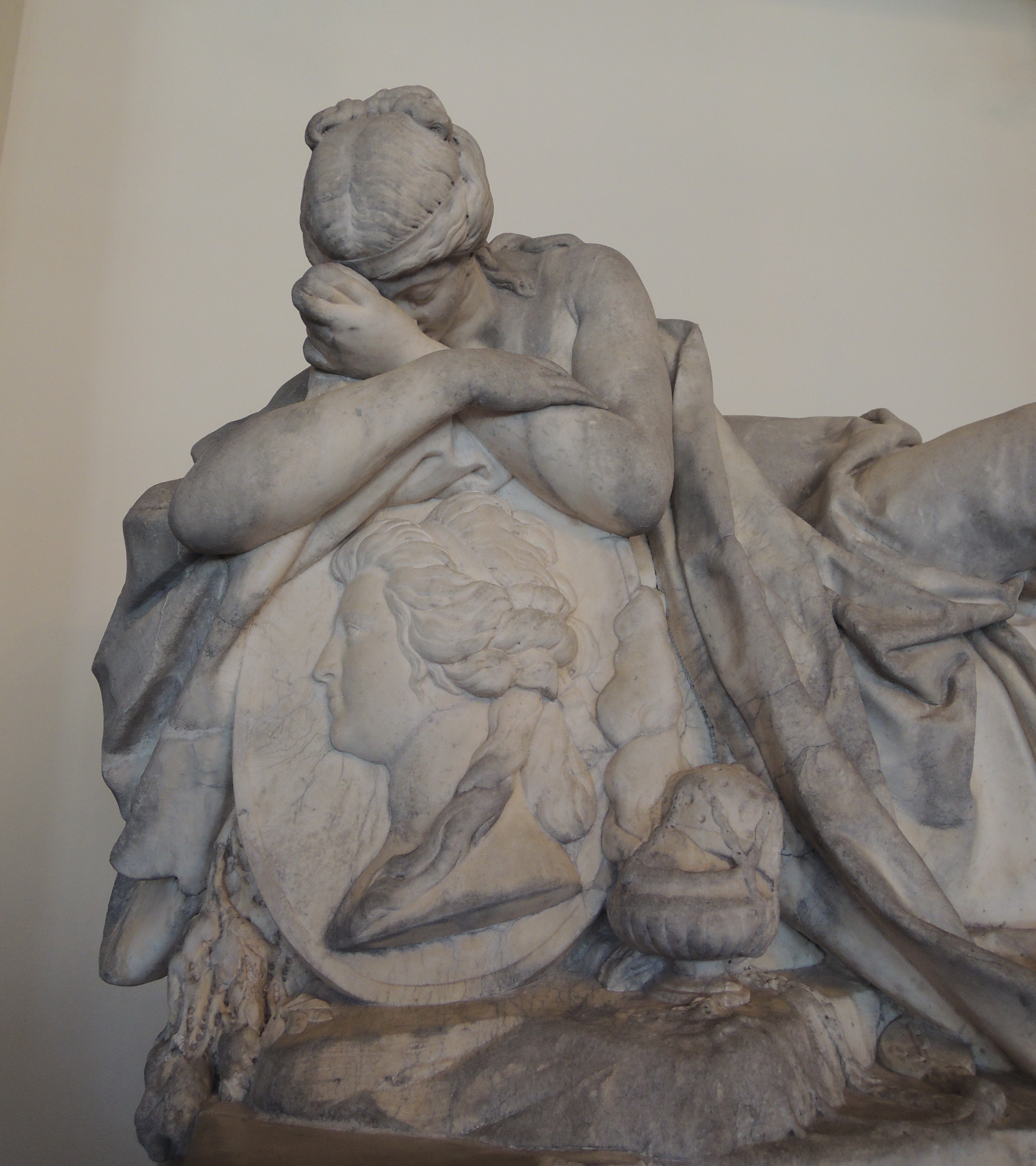
Надгробие княгини Елены Куракиной